# 아시아계 미국인 작가 연수회
아시아계 미국인 작가 연수회(영어: Asian American Writers' Workshop)는 아시아계 미국인 작가들의 문학 및 소통망을 지원하기 위해 1991년에 설립된 미국의 뉴욕 기반의 비영리 문학 예술 단체이다.